# باریبسی
باریبسی شهری در شهرستان تیکاره در استان بام در بورکینافاسوی شمالی است و جمعیت آن ۶۷۰ نفر است.